# Lucky Thirteen
Lucky Thirteen es un álbum recopilatorio del músico canadiense Neil Young, publicado por la compañía discográfica Geffen Records en enero de 1993. 
El álbum contiene trece canciones de Young publicadas entre 1982 y 1988, bajo su contrato discográfico con Geffen, además de cinco temas inéditos y dos ligeramente diferentes de sus respectivas ediciones originales. Lucky Thirteen se convirtió en el primer disco de Young que no fue distribuido por Warner Music Group. Dos años después de su salida de Geffen, el sello discográfico, originalmente distribuido por Warner Bros., fue vendido a MCA Music Entertainment. Las grabaciones bajo su contrato con Geffen, ahora distribuidas por Universal Music Group, representan el único trabajo de su catálogo musical ajeno a Warner Music Group, compañía con la que mantiene una larga relación desde sus comienzos musicales en solitario, tras abandonar Buffalo Springfield y su sello Atco Records. 

## Lista de canciones
Todas las canciones escritas y compuestas por Neil Young. 
| N.º | Título                                                                  | Álbum original   | Duración |  |
| 1.  | «Sample and Hold» (Versión alternativa)                                 | Inédita          | 8:04     |  |
| 2.  | «Transformer Man»                                                       | Trans            | 3:19     |  |
| 3.  | «Depression Blues»                                                      | Inédita          | 4:07     |  |
| 4.  | «Get Gone» (En directo con The Shocking Pinks)                          | Inédita          | 5:06     |  |
| 5.  | «Don't Take Your Love Away From Me» (En directo con The Shocking Pinks) | Inédita          | 6:16     |  |
| 6.  | «Once an Angel»                                                         | Old Ways         | 3:54     |  |
| 7.  | «Where is the Highway Tonight?»                                         | Old Ways         | 3:04     |  |
| 8.  | «Hippie Dream»                                                          | Landing on Water | 4:26     |  |
| 9.  | «Pressure»                                                              | Landing on Water | 2:46     |  |
| 10. | «Around the World»                                                      | Life             | 5:28     |  |
| 11. | «Mideast Vacation»                                                      | Life             | 4:22     |  |
| 12. | «Ain't It the Truth» (En directo)                                       | Inédita          | 7:38     |  |
| 13. | «This Note's for You» (En directo)                                      | Inédita          | 5:34     |  |

## Personal
Músicos
| - Neil Young: guitarra, bajo, synclavier, vocoder, piano, armónica y voz - Ralph Molina: batería y coros - Frank Sampedro: guitarra y teclados - Karl Himmel: batería - Tim Drummond: bajo - Ben Keith: pedal steel guitar, guitarra slide, saxofón alto y coros - Rufus Thibodeaux: violín - Spooner Oldham: órgano - Anthony Crawford: maracas y coros - Rick Palombi: pandereta y coros - Craig Hayes: saxofón barítono - Waylon Jennings: guitarra y coros - Gordon Terry: violín - Joe Allen: bajo | - Hargus "Pig" Robbins: piano - Ralph Mooney: pedal steel guitar - David Kirby: guitarra - Danny Kortchmar: guitarra, sintetizador y coros - Steve Jordan: batería, sintetizador y coros - Billy Talbot: bajo - Chad Cromwell: batería - Rick (The Bass Player) Rosas: bajo - Steve Lawrence: saxofón tenor - Larry Cragg: saxofón barítono - Claude Cailliet: trombón - John Fumo: trompeta - Tom Bray: trompeta |

## Posición en listas
| País         | Lista                      | Posición |
| ------------ | -------------------------- | -------- |
| Alemania     | Media Control Top-50 Chart | 69       |
| Reino Unido  | UK Albums Chart            | 69       |
| Países Bajos | Mega Album Top 100         | 73       |